# 大江美智子 (初代)
初代 大江 美智子（おおえ みちこ、1910年2月11日 - 1939年1月6日）は、日本の女優である。市川右太衛門プロダクションで剣戟映画のヒロインを務めた後、舞台女優に転向、女剣劇の一座を旗揚げして一時代を築いたが、舞台中に倒れて早世。大江の名跡は弟子の大川美恵子が継いだ。

## 来歴・人物
1910年（明治43年）2月11日、大阪市北区曾根崎に「竹内静子」として生まれる。父は新派の俳優・松浪義雄である。
1923年（大正12年）、宝塚音楽歌劇学校（現在の宝塚音楽学校）に入学し、満13歳で宝塚少女歌劇団（現在の宝塚歌劇団）に入団、13期生となる。当時は学校と劇団が分離しておらず一体であった。花組に所属し、主演娘役として活躍した。
1930年（昭和5年）、相手役を探していた市川右太衛門にスカウトされた為に、宝塚少女歌劇団を退団して市川右太衛門が主宰する映画会社市川右太衛門プロダクションに入社、同年、冬島泰三監督の『雁金文七』でデビュー、続く同年の白井戦太郎監督の『上州無宿陣』で注目を集めた。同年の古海卓二監督の『旗本退屈男』では男役の霧島京弥役を演じ、スターとなった。
1932年（昭和7年）、日活太秦撮影所に移籍、松本房雄監督の『恋すればこそ』に主演したが、同社を退社、1933年（昭和8年）、女剣劇の一座「大江美智子一座」を結成した。1934年（昭和9年）、田中介二、酒井淳之助と大江をメインに東京に打って出た。宝塚少女歌劇団出身の美貌に加え、軽やかに立ち回る際の足腰のエロチシズムで人気を獲得し、この時代に「女剣劇ブーム」を起こすに至った。
1939年（昭和14年）1月6日、神戸松竹劇場（兵庫県神戸市）での正月興行（剣劇『幡随院長兵衛』・『紅唇街』・『女剣客時代』）昼の部上演中、舞台『紅唇街』（まちのくちびる）で昏倒し、楽屋に運ばれて手当てを受けたが同日夜、急性盲腸炎により死去した。
満28歳没。志半ばの急逝に大江の名を惜しまれ、大江の父・松浪義雄の希望によって、大江の弟子・大川美恵子が名跡として「大江美智子」を継ぎ、大川が二代目大江美智子を襲名した。

## テアトログラフィ

### 宝塚少女歌劇団
- 『田原藤太』（雪組、1925年5月1日 - 5月31日、宝塚大劇場）作者:伊藤豊
- 『小田巻草紙』（雪組、1925年11月1日 - 11月30日、宝塚大劇場）作者:堀正旗
- 『二人の姫君』『街の近代人』（雪組、1926年6月1日 - 6月30日、宝塚大劇場）作者:白井鐵造（『二人の姫君』担当）・平井房人（『街の近代人』担当）
- 『住吉詣』（雪組、1927年1月1日 - 1月31日、宝塚大劇場）作者:小野晴通
- 『熊野』（雪組、1927年4月1日 - 4月30日、宝塚大劇場）作者:小野晴通
- 『門出の牛若丸』『西行櫻』（雪組、1927年7月1日 - 7月31日、宝塚大劇場） 作者:引田一郎（『門出の牛若丸』担当）・竹原光三（『西行櫻』担当）
- 『宇治橋物狂』（雪組、1927年10月1日 - 10月31日、宝塚大劇場）作者:小野晴通
- 『夜討』（雪組、1928年1月1日 - 1月31日、宝塚大劇場）作者:楳茂都陸平
- 『春のをどり』（雪組、1928年4月1日 - 4月30日、宝塚大劇場）作者:楳茂都陸平
- 『連獅子』（花組、1928年11月1日 - 11月30日、宝塚大劇場）作者:楳茂都陸平
- 『繪踏』『エスパーダ』（花組、1929年4月1日 - 4月30日、宝塚大劇場）作者:久松一聲（『繪踏』担当）・岸田辰彌（『エスパーダ』担当）
- 『江差追分・黒髪・寶塚の印象』『トーキー時代』（花組、1929年7月1日 - 7月31日、宝塚大劇場）作者:板東のしほ（『江差追分・黒髪・寶塚の印象』担当）・宇津秀男（『トーキー時代』担当）
- 『村芝居』（花組、1929年10月1日 - 10月31日、宝塚大劇場）作者:水田茂
- 『勧進帳』（花組、1930年1月1日 - 1月31日、宝塚大劇場）作者:楳茂都陸平
- 『悟空は強い』『春のをどり』（花組、1930年4月1日 - 4月30日、宝塚大劇場）作者:板東のしほ（『悟空は強い』担当）・久松一聲（『春のをどり』担当）

## フィルモグラフィ

### 1930年
- 『雁金文七』監督:冬島泰三
- 『上州無宿陣』監督:白井戦太郎
- 『旗本退屈男』 監督:古海卓二 - 霧島京弥 役
- 『贋首拾両』 監督:白井戦太郎
- 『京へ上がった退屈男』 監督:古海卓二 - 八ッ橋太夫 役

### 1931年
- 『榛名の梅ケ香 安中草三』 監督:神田金太郎
- 『赤穂浪士快挙一番槍』監督:白井戦太郎
- 『剣響竜巻』監督:古海卓二
- 『清水次郎長 股旅篇』監督:白井戦太郎
- 『攻防千里をゆく』監督:古海卓二
- 『松葉かんざし』監督:白井戦太郎
- 『酒田重右衛門』監督:古野英治
- 『十三番目の同志』監督:小石栄一
- 『仙台に現はれた退屈男』監督:志波西果 - 霧島京弥 役
- 『掏摸の家』 監督:白井戦太郎 - 女房お紋 役
- 『浅香くずれ』監督:志波西果 - 浅香（安保新妻） 役
- 『江戸城心中』監督:古野英治
- 『まぼろし峠 江戸篇』監督:古野英治 - 羽衣お京 役
- 『まぼろし峠 東京篇』監督:古野英治 - 羽衣お京 役
- 『さんど笠』監督:志波西果 - お常 役
- 『家賃と娘と髭浪人』監督:小石栄一
- 『江戸へ帰った退屈男』監督:志波西果 - 霧島京弥 役
- 『悲願四目菱』監督:古野英治・白井戦太郎 - 唐ざんお由良 役

### 1932年
- 『恋と暴君』監督:志波西果
- 『長楽寺の新太郎』監督:白井戦太郎 - お雪（清吉妹）役
- 『元禄女』監督:白井戦太郎 - 荻原露（靱負の許婚） 役
- 『的場半次郎』 監督:白井戦太郎 - 娘おつる 役
- 『愿蔵火事 間諜お辰の巻』監督:白井戦太郎 - お辰（隠密） 役
- 『股旅草鞋後日譚　夜渡り鳥』監督:古野英治 - お鶴、お新（酌婦） 役
- 『興津の新蔵』監督:白井戦太郎 - お春（治平女房） 役
- 『甚内俄か役人』 監督:金森万象 - 駒鳥お丹 役
- 『武藤太平太』 監督:白井戦太郎 - 八幡屋お仙（勤皇芸妓） 役
- 『恋愛やくざ踊り』監督:古野英治
- 『三万石』 監督:白井戦太郎
- 『恋すればこそ』（日活太秦撮影所）監督:松本房雄
- 『春秋編笠ぶし』監督:古野英治 - お夏 役